# Aleksandar Trajkovski
Aleksandar Trajkovski (en macedonio: Александар Трајковски; Skopie, 5 de septiembre de 1992) es un futbolista macedonio que juega de extremo o delantero en el H. N. K. Hajduk Split de la Primera Liga de Croacia.

## Trayectoria
Trajkovski comenzó su carrera en el FK Cementarnica 55, donde jugó hasta 2010.

### Inter Zaprešić
En verano de 2010 fue fichado por el NK Inter Zaprešić croata donde firmó una buena temporada y llamó la atención de varios equipos, entre los que se encontraban el GNK Dinamo Zagreb y el RSC Anderlecht. Sin embargo, su club, aceptó la oferta de 1,1 millón del SV Zulte Waregem.

### Zulte Waregem
Tras dos primeras temporadas discretas, Trajkovski, se tuvo que marchar cedido al Mechelen, donde jugó 22 partidos realizando una buena temporada con el club belga. En su última temporada con el SV Zulte Waregem fue una pieza clave del equipo, lo que llamó la atención de varios clubes. Con el Zulte logró ser subcampeón de la Jupiler Pro League, la mejor posición del SV Zulte Waregem de su historia.

### Palermo
En verano de 2015, Trajkovski, fue fichado por el US Città di Palermo, con quien ha jugado en la Serie A. En 2015 fue nombrado "Mejor futbolista macedonio del año".

### R. C. D. Mallorca
En verano de 2019 fue fichado por el Real Club Deportivo Mallorca, de España, para cuatro temporadas. Dos años después fue cedido al Aalborg BK antes de marcharse definitivamente en enero de 2022 al Al-Fayha F. C.

## Selección nacional

### Sub-21
El 22 de mayo de 2012 la selección nacional sub-21 de Macedonia derrotó a Países Bajos 1-0 en un amistoso, con el único gol anotado por él.[cita requerida]

### Absoluta
Hizo su debut absoluto con Macedonia el 10 de agosto de 2011 en una victoria por 1-0 en un partido amistoso ante Azerbaiyán, y anotó su primer gol dos años y cuatro días después para concluir una victoria en casa por 2-0 sobre Bulgaria en otro partido amistoso. Anotó un hat-trick el 12 de noviembre de 2015 en la victoria por 4-1 sobre Montenegro en el Toše Proeski Arena.
Fue seleccionado para la Eurocopa 2020, el primer gran torneo de Macedonia del Norte. El 24 de marzo de 2022 marcó un gol de larga distancia en el último minuto en las semifinales de los playoffs de clasificación para la Copa Mundial de la FIFA 2022 para vencer a Italia por 1-0.

#### Participaciones en Eurocopas
| Eurocopa      | Sede   | Resultado    | Partidos | Goles |
| ------------- | ------ | ------------ | -------- | ----- |
| Eurocopa 2020 | Europa | Primera fase | 3        | 0     |

## Clubes
| Club                      | País                | Año       |
| ------------------------- | ------------------- | --------- |
| F. K. Cementarnica 55     | Macedonia del Norte | 2008-2010 |
| N. K. Inter Zaprešić      | Croacia             | 2010-2011 |
| S. V. Zulte Waregem       | Bélgica             | 2011-2015 |
| R. K. V. Malinas (cedido) | Bélgica             | 2013-2014 |
| U. S. Palermo             | Italia              | 2015-2019 |
| R. C. D. Mallorca         | España              | 2019-2022 |
| Aalborg BK (cedido)       | Dinamarca           | 2021-2022 |
| Al-Fayha F. C.            | Arabia Saudita      | 2022-2023 |
| H. N. K. Hajduk Split     | Croacia             | 2023-     |

## Palmarés

### Títulos nacionales
| Título                    | Club           | País           | Año  |
| ------------------------- | -------------- | -------------- | ---- |
| Copa del Rey de Campeones | Al-Fayha F. C. | Arabia Saudita | 2022 |